# Пикард, Кэлвин
Кэлвин Пикард (англ. Calvin Pickard; 15 апреля 1992, Монктон, Нью-Брансуик, Канада) — профессиональный канадский хоккеист, вратарь клуба НХЛ «Эдмонтон Ойлерз» и сборной Канады.

## Игровая карьера

### Клубная карьера
Кэлвин Пикард был выбран на драфте НХЛ 2010 года клубом «Колорадо Эвеланш» во 2 раунде под общим 49-м номером.

### В сборной
Кэлвин Пикард впервые сыграл за сборную Канады на чемпионате мира 2016 года в России, где он разделил игровое время с Кэмом Тэлботом и стал чемпионом мира. Он также играл на чемпионате мира 2017 года во Франции и Германии, где сборная Канады завоевала серебряную медаль.

## Статистика
Последнее обновление: 24 мая 2017 года